# Saint-Cornier-des-Landes
Saint-Cornier-des-Landes est une ancienne commune française, située dans le département de l'Orne en région Normandie, devenue le 1er janvier 2015 une commune déléguée au sein de la commune nouvelle de Tinchebray-Bocage.
Elle est peuplée de 600 habitants.

## Géographie
Le village est en Bocage flérien. Situé sur une colline, son bourg est à 6 km au sud de Tinchebray et à 13 km à l'ouest de Flers.
Le territoire est bordé à l'est par la route départementale no 22 joignant Tinchebray au nord à Domfront par Lonlay-l'Abbaye au sud. Le bourg y est relié par la D 229 qui se prolonge vers Yvrandes et son lieu-dit cornélien limitrophe la Basse Dumainerie à l'ouest. La D 23 permet de relier ces derniers à Tinchebray vers le nord. Les accès les plus communs se font de l'ouest et du nord par Tinchebay, de l'est par Flers via Chanu et du sud par Domfront. La gare ferroviaire la plus proche est celle de Flers (ligne Paris-Granville), à 13 km.
Saint-Cornier-des-Landes est sur la ligne de partage des eaux entre les bassins de la Loire (au sud) et de l'Orne (au nord). Les eaux de la moitié nord sont collectées par la Durance — affluent du Noireau — qui délimite le territoire au nord-ouest sous le nom de ruisseau du Bois Robert. Deux de ses petits affluents parcourent le territoire communal. Le sud est drainé par le ruisseau du Moulin d'Yvrandes — affluent de l'Égrenne — et trois de ses affluents. La limite sud-est est matérialisée par un autre affluent direct de l'Égrenne, le ruisseau de la Fontaine des Forgettes.
Le territoire est jalonné de nombreuses collines. Le point culminant (324 m) se situe à l'est, entre les lieux-dits la Noë Chesnay et les Monts. Le point le plus bas (210 m) correspond à la sortie du ruisseau du Moulin d'Yvrandes du territoire, au sud-ouest. La commune est bocagère.
Le climat est océanique, comme dans tout l'Ouest de la France. La station météorologique la plus proche est Caen-Carpiquet, à 55 km, mais Alençon-Valframbert et Granville-Pointe du Roc sont à moins de 70 km. Le Bocage flérien s'en différencie toutefois pour la pluviométrie annuelle qui, à Saint-Cornier-des-Landes, avoisine les 1 100 mm.
| Tinchebray (comm. nouv. de Tinchebray-Bocage) | Tinchebray (comm. nouv. de Tinchebray-Bocage) | Landisacq (par un angle)                    |
| Yvrandes (comm. nouv. de Tinchebray-Bocage)   | Saint-Cornier-des-Landes                      | Chanu                                       |
| Yvrandes (comm. nouv. de Tinchebray-Bocage)   | Beauchêne (comm. nouv. de Tinchebray-Bocage)  | Larchamp (comm. nouv. de Tinchebray-Bocage) |

## Toponymie
Le nom de la localité est attesté sous les formes S. Cornelio et Sancto Cornelia vers 1350. La paroisse est dédiée à saint Corneille, vingt et unième pape, au IIIe siècle. Issu du gaulois landa, le français lande, évoquant un endroit peu cultivable, entre dans la composition de nombreux toponymes bocains (La Lande-de-Goult, La Lande-Patry, Landigou, Landisacq, La Lande-d'Airou…).
Le gentilé est Cornélien.

## Histoire
Sous l'Ancien Régime, Saint-Cornier-des-Landes est un prieuré-cure augustinien dépendant du prieuré d'Yvrandes. Il faisait partie du diocèse de Bayeux, de l'archidiaconé de Bayeux et du doyenné de Condé.
Pendant la période révolutionnaire, les Cornéliens réussirent à conserver leurs cloches qui ne seront pas fondues pour faire du canon, comme le demandait la Convention. Elle sont aujourd'hui surnommées les Imprenables en mémoire de cet évènement.
La bataille de Préaux s'y déroule le 15 mai 1796, opposant les Chouans aux Républicains.
Pendant la Seconde Guerre mondiale, l'église est transformée en hôpital militaire. Saint-Cornier est libérée le 15 août 1944.[réf. nécessaire]
Le 1er janvier 2015, Saint-Cornier-des-Landes intègre avec six autres communes la commune de Tinchebray-Bocage créée sous le régime juridique des communes nouvelles instauré par la loi no 2010-1563 du 16 décembre 2010 de réforme des collectivités territoriales. Les communes de Beauchêne, Frênes, Larchamp, Saint-Cornier-des-Landes, Saint-Jean-des-Bois, Tinchebray et Yvrandes deviennent des communes déléguées et Tinchebray est le chef-lieu de la commune nouvelle.

## Politique et administration
| Période                                  | Période       | Identité        | Étiquette | Qualité            |
| ---------------------------------------- | ------------- | --------------- | --------- | ------------------ |
| 1973                                     | mars 1977     | Robert Roullier | SE        | Agriculteur        |
| 1977                                     | mars 2001     | Henri Cauchon   | SE        | Artisan carreleur  |
| mars 2001                                | décembre 2014 | Hubert Gousset  | SE        | Contrôleur laitier |
| Les données manquantes sont à compléter. |               |                 |           |                    |

Le conseil municipal était composé de quinze membres dont le maire et quatre adjoints. Ces conseillers intègrent au complet le conseil municipal de Tinchebray-Bocage le 1er janvier 2015 jusqu'en 2020 et Hubert Gousset devient maire délégué.
| Période                                  | Période   | Identité            | Étiquette | Qualité            |
| ---------------------------------------- | --------- | ------------------- | --------- | ------------------ |
| janvier 2015                             | mars 2020 | Hubert Gousset      | SE        | Contrôleur laitier |
| mars 2020                                | En cours  | Frédérique Roullier | SE        | Enseignant         |
| Les données manquantes sont à compléter. |           |                     |           |                    |

## Démographie
En 2021, la commune comptait 600 habitants. Depuis 2004, les enquêtes de recensement dans les communes de moins de 10 000 habitants ont lieu tous les cinq ans (en 2004, 2009, 2014, etc. pour Saint-Cornier-des-Landes) et les chiffres de population municipale légale des autres années sont des estimations.
Saint-Cornier-des-Landes comptait 2 182 habitants lors du premier recensement républicain en 1793, population jamais atteinte depuis.
| 1793  | 1800  | 1806  | 1821  | 1831  | 1836  | 1841  | 1846  | 1851  |
| ----- | ----- | ----- | ----- | ----- | ----- | ----- | ----- | ----- |
| 2 182 | 1 617 | 1 922 | 1 986 | 2 132 | 1 980 | 2 001 | 2 019 | 2 033 |

| 1856  | 1861  | 1866  | 1872  | 1876  | 1881  | 1886  | 1891  | 1896  |
| ----- | ----- | ----- | ----- | ----- | ----- | ----- | ----- | ----- |
| 1 999 | 2 004 | 2 010 | 1 938 | 1 904 | 1 958 | 1 863 | 1 542 | 1 433 |

| 1901  | 1906  | 1911  | 1921 | 1926 | 1931 | 1936 | 1946 | 1954 |
| ----- | ----- | ----- | ---- | ---- | ---- | ---- | ---- | ---- |
| 1 311 | 1 210 | 1 160 | 919  | 862  | 824  | 760  | 708  | 673  |

| 1962 | 1968 | 1975 | 1982 | 1990 | 1999 | 2004 | 2009 | 2014 |
| ---- | ---- | ---- | ---- | ---- | ---- | ---- | ---- | ---- |
| 652  | 597  | 554  | 557  | 606  | 635  | 688  | 679  | 600  |

| 2018 | - | - | - | - | - | - | - | - |
| ---- | - | - | - | - | - | - | - | - |
| 602  | - | - | - | - | - | - | - | - |

## Lieux et monuments

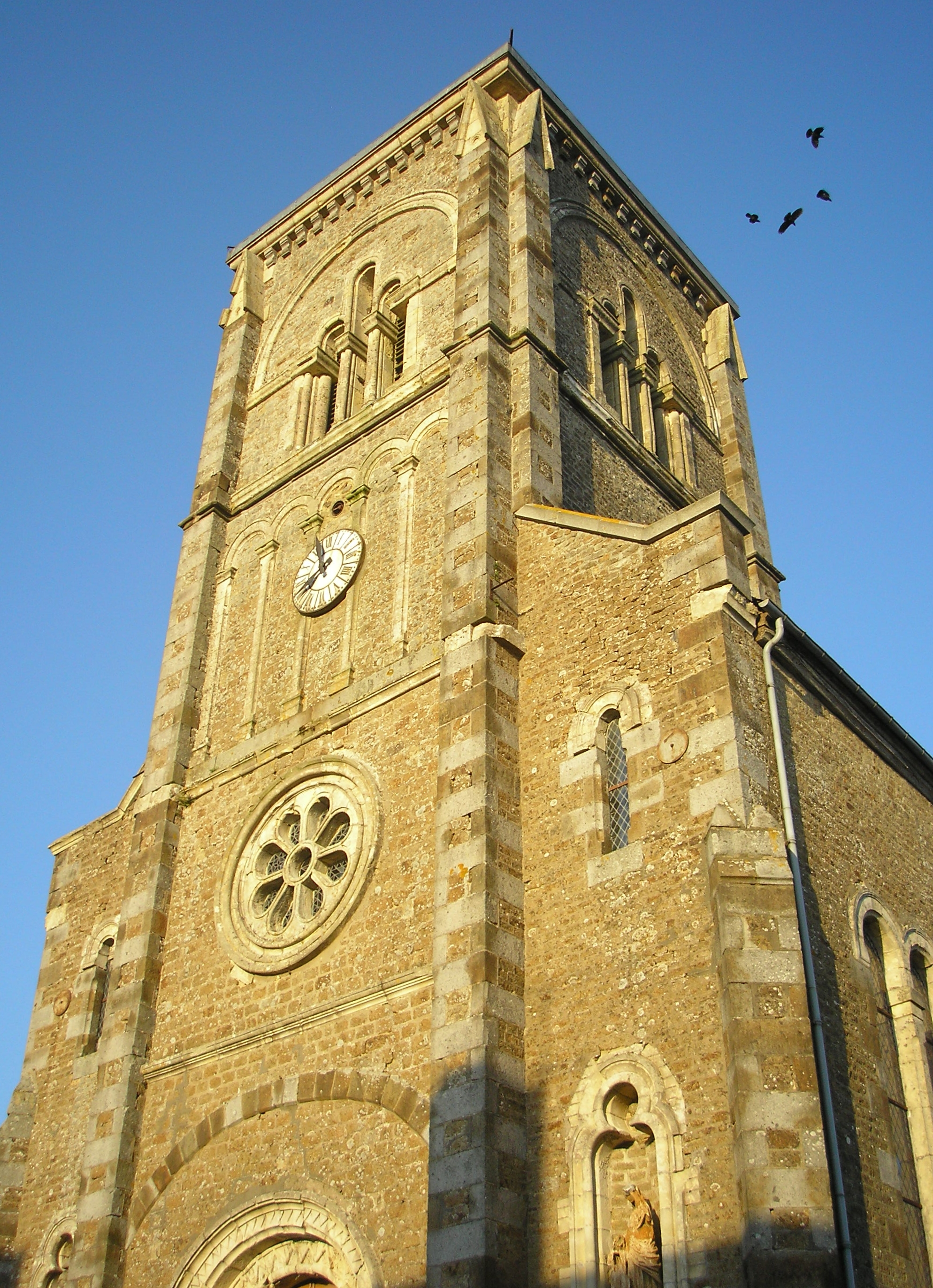
Le clocher de l'église.

- Église du XIXe siècle dédiée à saint Corneille[16].
- Musée du clou dans une ancienne forge et du sabot dans la Maison du sabotier ouverte en 2008[17]. Ce musée est ouvert le vendredi de mai à septembre[18].
- Calvaire (oratoire) Notre-Dame-de-la-Salette (XXe siècle).

## Activité et manifestations

### Associations
La commune déléguée dénombre neuf associations en 2020 :
- l'Aide aux devoirs ;
- l'Amicale des chasseurs ;
- le Club de loisirs des aînés ;
- le Comité d'accueil et d'échanges ;
- le Comité des fêtes ;
- l'Harmonie municipale ;
- les Parents et amis de l'école ;
- le Repas des aînés ;
- l'Union des combattants.

### Jumelages
Viry (Jura) (France) depuis 1988.

### Sports
L'Entente sportive du Bocage de Saint-Cornier-des-Landes a fait évoluer deux équipes de football en divisions de district.